# Happy Ending (bài hát)
"Happy Ending" là đĩa đơn thứ ba phát hành từ ca sĩ đến từ Luân Đôn, Mika. Bài hát được trích từ album đầu tay Life in Cartoon Motion, nhà sản xuất Greg Wells là người đã phối khí và thu âm cho bài hát. Đĩa đơn đã phát hành trực tuyến ngày 8 tháng 10 năm 2007, và phát hành dưới dạng CD và đĩa vinyl 7" ngày 15 tháng 10 năm 2007. Đĩa đơn tiếp tục trở thành đĩa đơn thành công tiếp theo của Mika tại Anh, đạt đến vị trí #7 trên UK Singles Chart. Đây cũng là một trong những ca khúc được chơi nhiều nhất trong tháng 10 năm 2007 ở các sóng phát thanh Úc và được phát hành chính thức ở đây ngày 12 tháng 11 năm 2007, làm đĩa đơn thứ ba mặc dù chỉ bán bản nhạc số thay thế cho ca khúc trên ARIA Singles Chart khi chưa phát hành chính thức.

## Phiên bản album
Trên Life in Cartoon Motion, 50 giây sau khi bài hát này kết thúc, một ca khúc ẩn, "Over My Shoulder" bắt đầu được phát. Ca khúc này cũng xuất hiện trong CD đĩa đơn của "Grace Kelly".

## Video âm nhạc
Video âm nhạc được đạo diễn bởiAlexandLiane, nó bắt đầu với một chiếc đàn dương cầm tự động đánh và phát nhạc, rồi máy quay quay cảnh Mika nằm và hát trên giường. Sau đó chiếc bóng bay cột trên cổ tay Mika kéo anh bay lên không trung. Ngập tràn các bức tường của căn phòng anh là các bức tranh đang nhấp nháy miệng và hát cùng Mika. Mika mỉm cười lúc video kết thúc.

## Danh sách các bài hát và dạng đĩa
- CD đĩa đơn[4]

1. "Happy Ending" [LA edit] – 3:32
2. "Grace Kelly" [acoustic] – 3:04
3. "Happy Ending" [Kleerup mix] – 4:16

- 7" Vinyl

1. "Happy Ending" [LA edit] – 3:32
2. "Love Today" [acoustic] – 2:57

- CD quảng cáo

1. "Happy Ending" [Quentin Harris remix] – 8:32
2. "Happy Ending" [Quentin Harris instrumental] – 8:14
3. "Happy Ending" [The Time of the Night remix] – 5:40
4. "Happy Ending" [Kleerup mix] – 4:16
5. "Happy Ending" [Trail mix] – 4:20

## Xếp hạng
| Bảng xếp hạng (2007)   | Vị trí cao nhất |
| ---------------------- | --------------- |
| UK Singles Chart       | 7               |
| ARIA Singles Chart     | 7               |
| Dutch Top 40           | 10              |
| Swiss Singles Chart    | 10              |
| Italian Singles Chart  | 12              |
| European Singles Chart | 25              |
| German Singles Chart   | 28              |
| Irish Singles Chart    | 29              |
| Austria Singles Chart  | 29              |
| Romanian Singles Chart | 30              |
| Belgium Singles Chart  | 11              |

### Chứng nhận
| Quốc gia       | Chứng nhận |
| -------------- | ---------- |
| Úc (ARIA)      | Vàng       |
| Ý (FIMI)       | Vàng       |
| Anh Quốc (BPI) | Bạc        |